# 熱田神宮傳馬町車站
熱田神宮傳馬町車站（日语：／ Atsuta-jingū Temma-chō eki */?）是位於日本愛知縣名古屋市熱田區傳馬二丁目，為名古屋市營地下鐵名城線的車站。車站編號為M26。此站舊名「傳馬町」，為使觀光客、參拜者容易找到距離熱田神宮最近的車站以方便前往，2023年1月4日起更名為「熱田神宮傳馬町」。
另外在名鐵常滑線中曾有過同名為「傳馬町」的車站，但只是單純使用當地地名來命名而已，和本站並無相關聯，該同名車站位於神宮前站與豐田本町站之間，已於1946年休站。

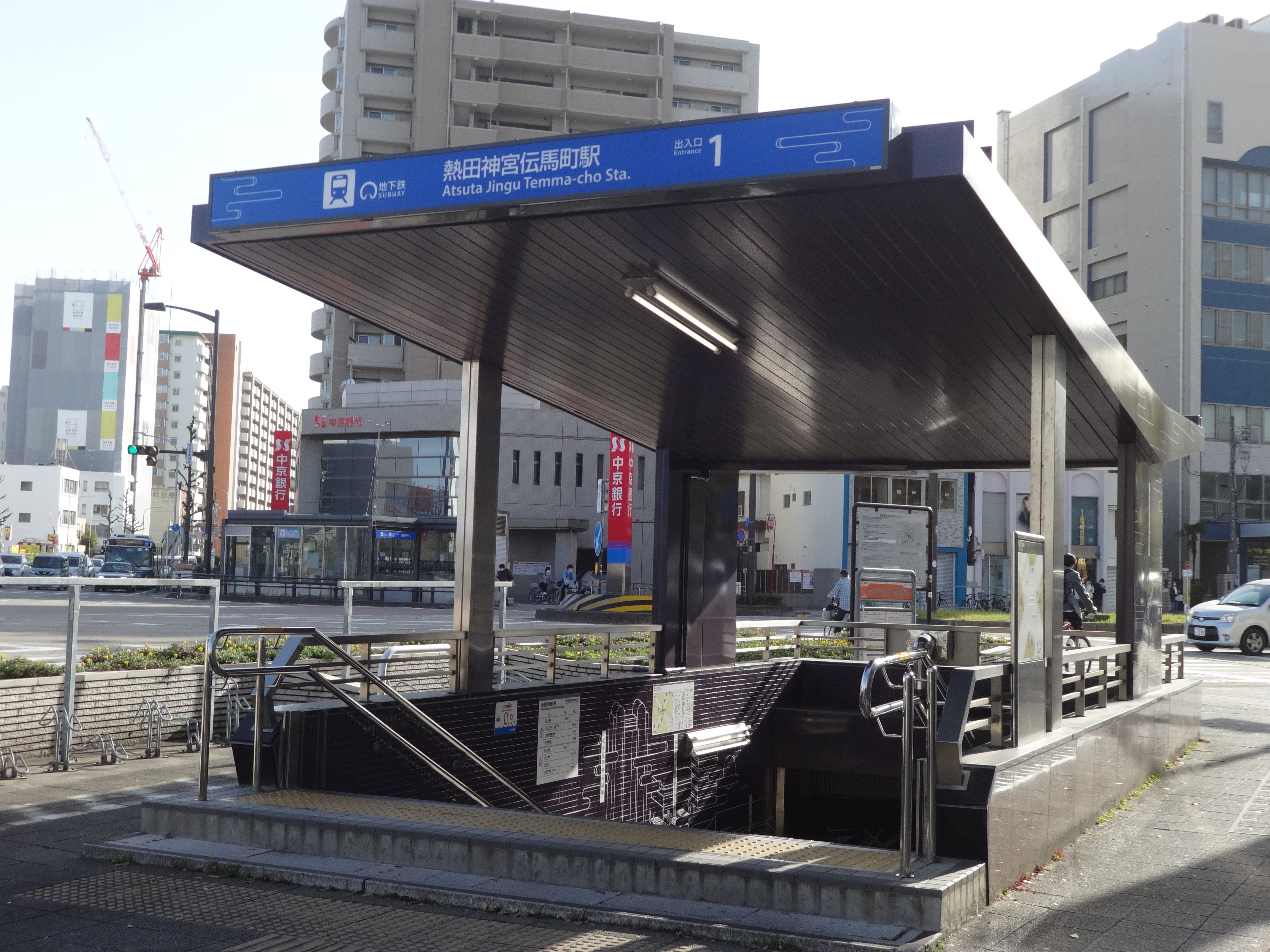
1號出入口（2023年4月）

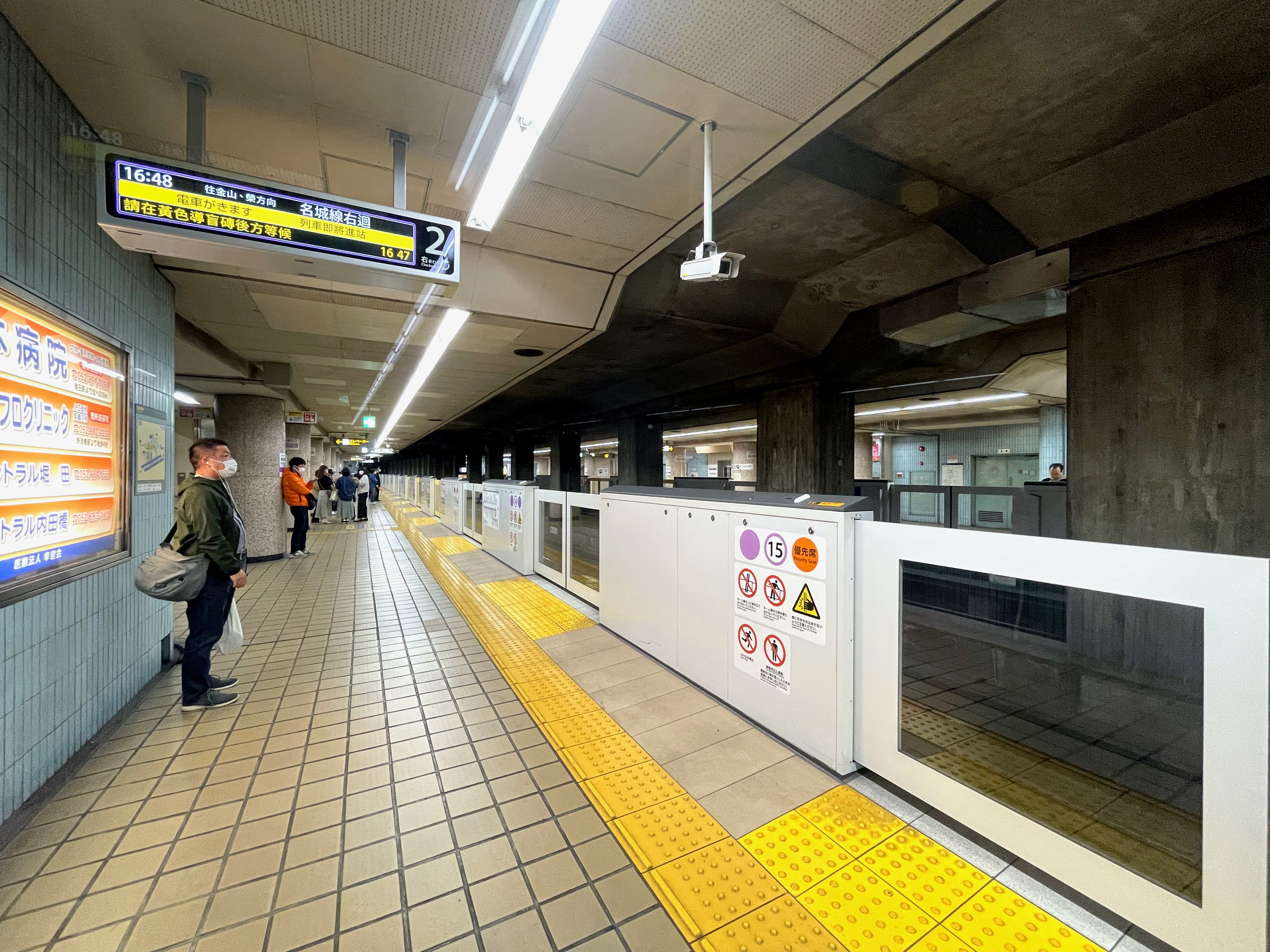
月台（2023年3月）

## 車站結構
本站為2面2線側式月台之地下車站。由於大量乘客在此站下車前往熱田神宮參拜、觀光，因此車站的通道與樓梯皆有加寬。

### 月台配置
| 月台 | 路線   | 方向 | 目的地           |
| ---- | ------ | ---- | ---------------- |
| 1    | 名城線 | 左環 | 新瑞橋、八事方向 |
| 2    | 名城線 | 右環 | 金山、榮方向     |

## 相鄰車站
名古屋市營地下鐵
 名城線
堀田（M25）－熱田神宮傳馬町（M26）－熱田神宮西（M27）

## 外部連結
- 熱田神宮傳馬町 - 名古屋市交通局